# Revolution (2020)
Revolution (2020) foi um evento em pay-per-view  (PPV) produzido pela All Elite Wrestling (AEW). Aconteceu em 29 de fevereiro de 2020 na Wintrust Arena em Chicago, Illinois.
Nove lutas foram disputadas no evento, incluindo uma no pré-show e uma luta preliminar. No evento principal, Jon Moxley derrotou Chris Jericho para vencer o AEW World Championship. Em outras lutas importantes, Kenny Omega e Adam Page derrotaram The Young Bucks (Matt e Nick Jackson) para manter o AEW World Tag Team Championship, Nyla Rose derrotou Kris Statlander para manter o AEW Women's World Championship, MJF derrotou Cody, e Jake Hager derrotou Dustin Rhodes na estréia de Hager na AEW.
O Revolution também acabaria sendo o último pay-per-view a ter público presente, antes da pandemia de COVID-19, quando a promoção transferiu a maioria de seus shows para o Daily's Place em Jacksonville, Flórida, sem fãs presentes.

## Produção

### Conceito
Em 2 de agosto de 2019, a All Elite Wrestling registrou duas marcas comerciais para o "AEW Revolution" junto com o logotipo em 21 de novembro. Em 3 de dezembro, a AEW registrou uma marca comercial, "Join The Revolution" junto com o logotipo em 6 de dezembro.
Em 9 de dezembro de 2019, a AEW anunciou que retornaria à Chicago Comic &amp; Entertainment Expo (C2E2), que aconteceria de 28 de fevereiro a 1 de março de 2020. Durante o episódio de 11 de dezembro do Dynamite, foi anunciado que o próximo pay-per-view seria o Revolution e estaria em parceria com a C2E2. Os ingressos para o evento esgotaram em menos de uma hora.
Em 26 de fevereiro de 2020, imediatamente após o Dynamite, a TNT transmitiu um especial de televisão de uma hora chamado Countdown to Revolution que teve uma média de 383.000 espectadores.

### Rivalidades
O Revolution apresentou combates profissionais de luta livre que envolveram diferentes lutadores em rivalidades e histórias preexistentes. Os lutadores retratavam heróis, vilões ou personagens menos distinguíveis em eventos com scripts que criavam tensão e culminavam em uma luta ou série de lutas. As storylines foram produzidas nos programas semanais da AEW, Dynamite e Dark e a série do YouTube dos The Young Bucks Being The Elite.
Após a vitória de Jon Moxley sobre Kenny Omega no Full Gear, ele voltou sua atenção para o  AEW World Championship. No episódio de 11 de dezembro de 2019 do Dynamite, o Campeão Mundial da AEW, Chris Jericho, convidou Moxley para se juntar à sua facção The Inner Circle. Ele ofereceu a ele 49% da propriedade do The Inner Circle LLC, cargo de vice-presidente executivo do The Inner Circle e um Ford GT com uma placa personalizada escrita "MOX". Depois de considerar sua oferta por várias semanas, Moxley finalmente concordou em se juntar ao grupo no episódio de 8 de janeiro de 2020, removendo sua jaqueta, que revelava uma camisa do Inner Circle. No entanto, mais tarde foi revelado que isso era um ardil, pois Moxley atacou Jericho e Sammy Guevara. No Bash at the Beach, em 15 de janeiro, depois que Moxley derrotou Guevara, Guevara e seus companheiros do Inner Circle Jericho, Jake Hager e Santana e Ortiz atacaram Moxley. Jericho tirou uma ponta de metal de sua jaqueta e acertou Moxley no olho direito, com ele, o que resulta em Moxley a necessidade de usar um tapa-olho e que conduz a uma luta olho por olho. Moxley derrotou Pac no episódio do Dynamite de 22 de janeiro para se tornar o candidato número um ao título de Jericho no Revolution.
No início da fundação da AEW, Cody assumiu MJF como seu protegido, que frequentemente acompanhava Cody nas lutas. No Full Gear, em 9 de novembro de 2019, Cody enfrentou Chris Jericho pelo AEW World Championship com uma estipulação de que, se Cody perdesse, ele nunca mais poderia disputar o título novamente. Enquanto Jericho tinha Cody na finalização Liontamer, MJF, jogou a toalha porque ele sentiu que Cody não poderia continuar, assim Jericho reteve, encerrando qualquer futura disputa do título mundial por Cody. Após a luta, MJF consolou Cody desapontado, mas depois o atacou com um golpe baixo. No episódio seguinte de Dynamite, MJF chamou Cody de mentiroso e sociopata e afirmou que se ele não tivesse impedido Cody de vencer, sua carreira teria terminado. Cody chegou ao ringue, mas foi atacado por Wardlow, que revelou ser o guarda-costas de MJF. Como MJF se recusou a enfrentar Cody em uma luta, Cody pediu a MJF para dizer seu preço. MJF estabeleceu três condições a serem cumpridas por Cody para que uma luta entre eles acontecesse no Revolution: ele não poderia tocar em MJF até a luta, ele teria que enfrentar Wardlow em uma luta steel cage e ele teria que levar dez golpes de cinta na TV ao vivo. Cody concordou com todas as estipulações. No episódio de 5 de fevereiro de 2020, Cody pegou levou as dez cintadas de MJF, incluindo uma de Wardlow. Irritado com o fato de Cody ter aguentado, MJF deu um golpe baixo em Cody e rapidamente se retirou com Wardlow. Cody então derrotou Wardlow na primeira luta steel cage da AEW no episódio de 19 de fevereiro para ter uma luta com MJF no Revolution. Após o salto de Cody do topo da gaiola de aço, foi revelado que ele sofreu uma fratura não deslocada do osso da falange distal no dedo grande do pé direito, mas foi liberado para competir.
No episódio de estreia do Dynamite, em 2 de outubro de 2019, Jake Hager estreou no AEW, atacando Dustin Rhodes, Cody e The Young Bucks (Matt Jackson e Nick Jackson). Ele também aplicou em Dustin Rhodes um powerbomb através de uma mesa, aliando-se a Chris Jericho, Sammy Guevara, Santana e Ortiz, que se tornariam conhecidos como The Inner Circle. No episódio de 30 de outubro, Hager atacou Rhodes em um estacionamento e bateu o braço de Rhodes na porta de um carro, ferindo-o. No episódio de 12 de fevereiro de 2020, após a vitória de Rhodes sobre Guevara, ele insultou Hager por ser um "fracasso" tanto na luta profissional quanto nas artes marciais mistas, proclamando que queria uma luta com ele no Revolution, que Hager aceitou, marcando a estréia de Hager no ringue da AEW.
No episódio de 19 de fevereiro do Dynamite, os The Young Bucks (Matt e Nick Jackson) venceram uma batalha real de 10 times para se tornarem os principais candidatos ao AEW World Tag Team Championship no Revolution. Outras equipes na batalha real foram Best Friends (Chuck Taylor e Trent), The Butcher and The Blade, The Dark Order (Alex Reynolds e John Silver), The Hybrid 2 (Angelico e Jack Evans), The Inner Circle (Santana e Ortiz), Jurassic Express (Jungle Boy e Luchasaurus), Private Party (Isiah Kassidy e Marq Quen), SoCal Uncensored (Frankie Kazarian e Scorpio Sky) e Strong Hearts (Cima e T-Hawk). Nesse mesmo episódio, os campeões Kenny Omega e Adam Page defenderam com sucesso seu título contra Lucha Brothers (Pentagon Jr. e Rey Fenix), colocando os The Elite um contra o outro no Revolution.
No episódio de 29 de janeiro do Dynamite, Darby Allin se uniu ao Private Party (Isiah Kassidy e Marq Quen) contra o The Inner Circle (Chris Jericho, Santana e Ortiz). Após a luta, o Inner Circle atacou o Private Party e Allin. Sammy Guevara pegou o skate de Allin, atacando-o contra a garganta de Allin. Allin retornou no episódio de 19 de fevereiro e foi atrás de Guevara, que, junto com seus companheiros de stable do Inner Circle, estavam atacando Jon Moxley e Dustin Rhodes. Durante o vídeo "Road to Kansas City" da AEW, lançado no YouTube em 24 de fevereiro, foi anunciada uma luta entre Guevara e Allin no Revolution.
No episódio de Dynamite de 12 de fevereiro, Nyla Rose derrotou Riho para vencer o AEW Women's World Championship. Na semana seguinte, Kris Statlander interrompeu a entrevista de Rose e apontou para o cinturão. Em 24 de fevereiro, a AEW anunciou que Rose teria sua primeira defesa de título contra Statlander no Revolution.
Durante a luta de Pac contra Trent no episódio do Dynamite de 6 de novembro de 2019, Chuck Taylor distraiu o árbitro enquanto Orange Cassidy rolava para o ringue e batia em Pac com uma série de chutes. Pac respondeu com um chute na cabeça de Cassidy. No episódio de 17 de dezembro do Dark, Cassidy se uniu aos Best Friends (Taylor e Trent) contra Pac e The Hybrid 2 (Angelico e Jack Evans). Cassidy novamente deu uma série de chutes em Pac e, enquanto tentava outro, Cassidy se abaixou e rebateu com um tornado DDT. No episódio do Dynamite de 26 de fevereiro de 2020, Cassidy interrompeu a entrevista de Pac após a derrota para Kenny Omega em uma luta Iron Man, resultando em Pac atacando Cassidy. Mais tarde no episódio, uma luta entre os dois foi confirmada para o Revolution, marcando a primeira luta de Cassidy na AEW.
No episódio de 8 de janeiro do Dynamite, depois que Christopher Daniels perdeu para Sammy Guevara, The Dark Order veio ao ringue na tentativa de recrutar Daniels. Evil Uno disse a Daniels para "Pare de perder e comece a ganhar" e ofereceu a Daniels uma máscara da Dark Order. Daniels recusou e foi atacado por Stu Grayson, Alex Reynolds e John Silver. No episódio de 26 de fevereiro, uma luta entre The Dark Order (Evil Uno e Stu Grayson) e SoCal Uncensored (Frankie Kazarian e Scorpio Sky) foi marcada para o Revolution.

## Evento
| Função                    | Nome                       |
| ------------------------- | -------------------------- |
| Comentaristas             | Jim Ross (PPV)             |
| Comentaristas             | Tony Schiavone (PPV)       |
| Comentaristas             | Excalibur (Pre-show + PPV) |
| Comentaristas             | Taz (Pre-show)             |
| Comentaristas em espanhol | Alex Abrahantes            |
| Comentaristas em espanhol | Dasha Gonzalez             |
| Comentaristas em espanhol | Willie Urbina              |
| Comentaristas em alemão   | Günter Zapf                |
| Comentaristas em alemão   | Mike Ritter                |
| Anunciador de ringue      | Justin Roberts             |
| Árbitros                  | Aubrey Edwards             |
| Árbitros                  | Bryce Remsburg             |
| Árbitros                  | Paul Turner                |
| Árbitros                  | Rick Knox                  |
| Entrevistadores           | Lexy Nair                  |
| Entrevistadores           | Tony Schiavone             |

### Luta Dark
Antes da parte televisionada do evento, Dr. Britt Baker, DMD e Penelope Ford (acompanhadas de Kip Sabian) derrotaram Riho e Yuka Sakazaki em uma luta de duplas gravada para um futuro episódio do AEW Dark.

### The Buy In
Durante o pré-show The Buy In, The Dark Order (Evil Uno e Stu Grayson, acompanhado por Alex Reynolds e John Silver e vários "recrutados" mascarados)) derrotaram o SoCal Uncensored (Frankie Kazarian e Scorpio Sky) quando Grayson enrolou Sky usando as calças justas como alavanca depois que Uno realizou uma cotovelada. Após a luta, Colt Cabana, fazendo sua estréia na AEW, chegou ao ringue para atacar a Dark Order, mas foi rapidamente emboscado pelos membros do grupo e jogado para fora do ringue. Pouco tempo depois, o companheiro de equipe do SoCal Uncensored Christopher Daniels surgiu em uma capa e ajudou Kazarian e Sky a tirar a The Dark Order do ringue.

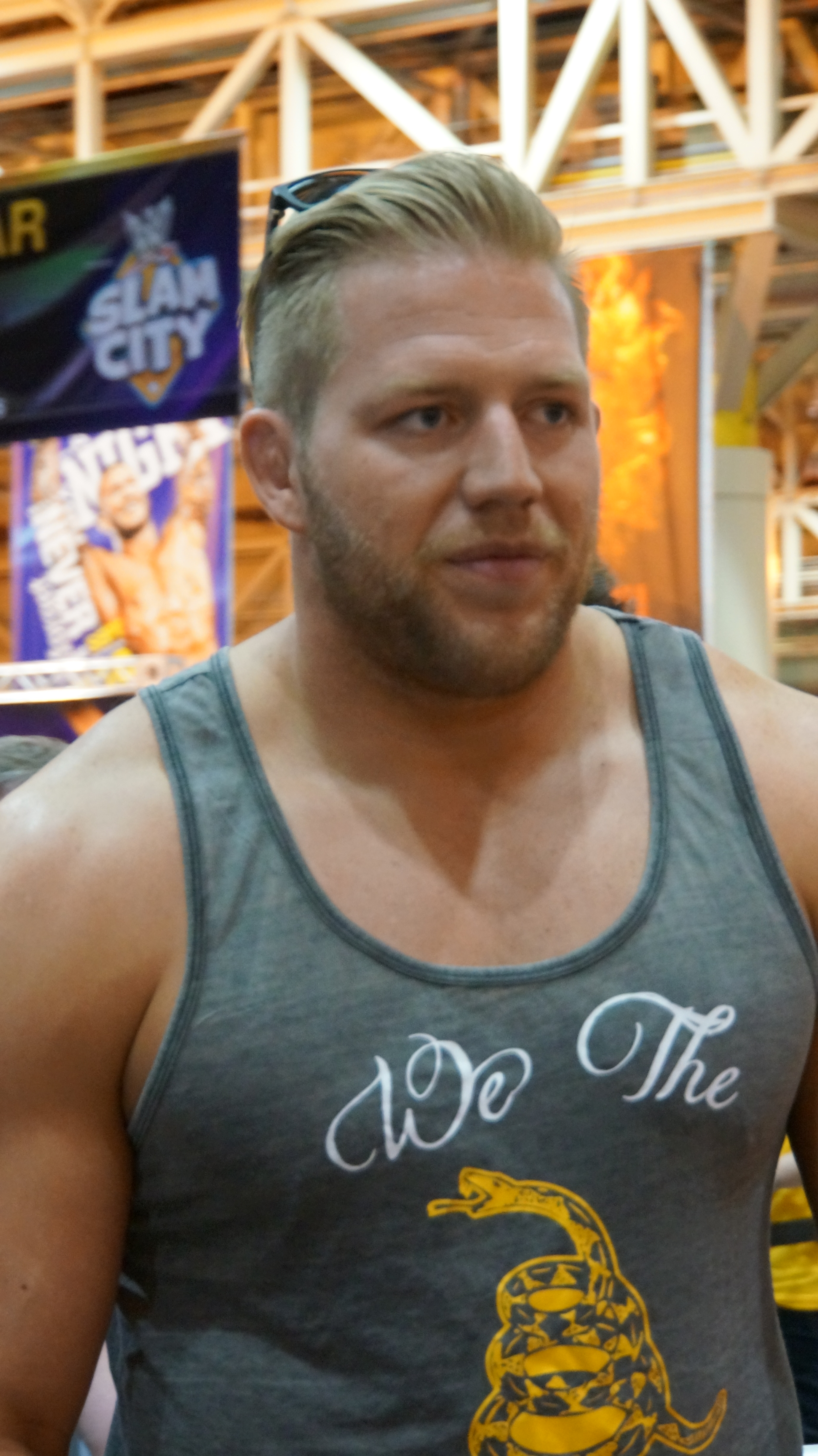
Jake Hager fez sua primeira luta na AEW durante o Revolution.

### Lutas preliminares
O card principal começou com uma luta entre Dustin Rhodes e Jake Hager. Esta foi a luta de estreia de Hager na AEW. No final, Hager aplicou um "golpe baixo" em Rhodes, enquanto a árbitra Aubrey Edwards estava distraída e aplicou uma finalização "Arm Triangle Choke", forçando Rhodes a desistir.
Na luta seguinte, Darby Allin enfrentou Sammy Guevara. No clímax da luta, Guevara removeu a proteção do canto do ringue para jogar Allin nele, antes de Allin reverter e jogar Guevara contra o canto do ringue. Ele então escalou a corda superior e executou um "Coffin Drop" para vencer.
Na terceira luta, Kenny Omega e Adam Page defenderam o AEW World Tag Team Championship contra os The Young Bucks (Matt Jackson e Nick Jackson). Após uma luta equilibrada, Page executou o "Buckshot Lariat" em Nick Jackson na área externa para incapacitá-lo, antes de executar outro "Buckshot Lariat" em Matt Jackson no ringue para vencer e manter os títulos.
Depois, Nyla Rose defendeu o AEW Women's World Championship contra Kris Statlander. Durante a luta, Rose realizou um "Superplex" em Statlander antes de executar uma "Powerbomb" da corda superior para vencer a luta e manter o título.
Em seguida, Cody (acompanhado por Arn Anderson e Brandi Rhodes) enfrentou MJF (acompanhado por Wardlow). Em um ponto durante a luta, Cody realizou um "Disaster Kick" em MJF que o fez sangrar na cabeça. Eventualmente, Cody realizados dois "Cross Rhodes" em MJF e se preparava para realizar um terceiro, mas antes que pudesse, MJF acertou Cody no rosto com seu anel de diamante Dynamite e venceu a luta.
A penúltima luta colocou Orange Cassidy (acompanhado por Chuck Taylor e Trent) contra Pac. No clímax, os Lucha Brothers (Pentagón Jr. e Rey Fénix) apareceram e atacaram Taylor e Trent, distraindo Cassidy por tempo suficiente para Pac realizar a finalização "Brutalizer", levando Cassidy a finalizar e dar a Pac a vitória.

### Evento principal
No evento principal, Chris Jericho (acompanhado por Santana e Ortiz) defendeu o AEW World Championship contra Jon Moxley. Após repetidas interferências de Santana, Ortiz e Jake Hager, companheiros de Inner Circle, todos os três foram expulsos pelo árbitro. No entanto, como o árbitro estava distraído, o membro do Inner Circle, Sammy Guevara, correu e bateu em Moxley com o cinturão de Jericho. No final, Moxley removeu sua tapa-olho que estava usando devido a um ataque anterior de Jericho, revelando que podia ver claramente, e realizou um DDT "Paradigm Shift" em Jericho para vencer a luta e o título.

## Recepção
O evento foi aclamado pela crítica, com a luta pelo AEW World Tag Team Championship recebendo elogios universais impressionantes de críticos e fãs, sendo que alguns deles o consideraram "uma das melhores lutas de tag de todos os tempos". Brent Brookhouse, da CBS Sports, classificou o evento principal "B +" e escreveu que a vitória pelo AEW World Championship de Jon Moxley foi um "momento icônico". Em outras partes do card, Page e Omega-Young Bucks receberam uma pontuação perfeita de "A +" e foram descritos como "indiscutivelmente a melhor combinação na curta história da AEW", tanto Pac-Orange Cassidy quanto MJF-Cody receberam um "B + "grau, a luta pelo campeonato feminino entre Nyla Rose e Kris Statlander recebeu uma classificação" D "(a mais baixa do card) e Hager-Rhodes foi designado" C + ". John Powell, escrevendo para o Slam do Canadian Online Explorer! A seção de Esportes atribuiu ao evento uma classificação total de 9 em 10, com o evento principal e o campeonato de equipes também recebendo uma classificação de 9 em 10. MJF-Cody recebeu 8,5 em 10, Rose-Statlander recebeu 6 em 10 e Hager-Rhodes recebeu 7,5 em 10.
Dave Meltzer, do Wrestling Observer Newsletter, premiou o luta pelo título mundial de duplas com 6 estrelas, que é a melhor nota da AEW e a melhor luta de duplas de todos os tempos, com Meltzer descrevendo-a como “a melhor luta de duplas da história”.

## Após o evento
Devido à pandemia do COVID-19, a AEW mudou muitos de seus próximos shows, incluindo o Double or Nothing, para o Daily's Place - um anfiteatro adjacente ao TIAA Bank Field - em Jacksonville, Flórida, sem fãs presentes. Isso começou com a edição de 18 de março do Dynamite. O Double or Nothing também estava originalmente programado para acontecer no MGM Grand Garden Arena, em Paradise, Nevada. O local, no entanto, cancelou todos os eventos até 31 de maio. A AEW também mudou o evento para o complexo Jacksonville Jaguars em Jacksonville, Flórida, com a maioria das lutas ocorrendo no Daily's Place, enquanto a luta do evento principal ocorreu no próprio estádio, sendo posteriormente o primeiro evento AEW a ocorrer em um estádio.

### Dynamite
No episódio de 4 de março do Dynamite, Jon Moxley se uniu a Darby Allin para enfrentar Chris Jericho e Sammy Guevara. No entanto, o Inner Circle atacou Moxley antes da luta, tornando a luta em uma luta handicap 2 contra 1, que Jericho e Guevara venceram. Nesse mesmo episódio do Dynamite, Pac derrotou Chuck Taylor em uma luta individual e foi acompanhado pelos Lucha Brothers ao atacar Taylor, Trent e Orange Cassidy após a luta. Pac então proclamou que eles estavam formando um novo stable chamado "Death Triangle".
Também nesse episódio, Cody abordou sua derrota para MJF, mas foi interrompido por Jake Roberts, que alegou ter um cliente que "mataria" Cody e traria "o lado sombrio" para a AEW. Além disso, no episódio de 4 de março de Dynamite, o SoCal Uncensored se uniu a Colt Cabana para derrotar The Dark Order.

## Resultados
| Nº                                          | Resultados | Estipulações                                        | Tempo |
| ------------------------------------------- | --- | --------------------------------------------------- | ----- |
| Dark                                        | Dr. Britt Baker, D.M.D. e Penelope Ford (com Kip Sabian) derrotaram Riho e Yuka Sakazaki por submissão.                                | Luta de duplas                                      | 8:10  |
| Pré- show                                   | The Dark Order (Evil Uno e Stu Grayson) (com Alex Reynolds e John Silver) derrotaram SoCal Uncensored (Frankie Kazarian e Scorpio Sky) | Luta de duplas                                      | 9:25  |
| 1                                           | Jake Hager derrotou Dustin Rhodes por submissão                                                                                        | Luta individual                                     | 14:40 |
| 2                                           | Darby Allin derrotou Sammy Guevara | Luta individual                                     | 5:00  |
| 3                                           | Kenny Omega e Adam Page (c) derrotaram The Young Bucks (Matt e Nick Jackson)                                                           | Luta de duplas pelo AEW World Tag Team Championship | 30:05 |
| 4                                           | Nyla Rose (c) derrotou Kris Statlander                                                                                                 | Luta individual pelo AEW Women's World Championship | 12:45 |
| 5                                           | MJF (com Wardlow) derrotou Cody (com Arn Anderson e Brandi Rhodes)                                                                     | Luta individual                                     | 24:40 |
| 6                                           | Pac derrotou Orange Cassidy (com Chuck Taylor e Trent) por submissão                                                                   | Luta individual                                     | 13:00 |
| 7                                           | Jon Moxley derrotou Chris Jericho (c) (com Santana e Ortiz)                                                                            | Luta individual pelo AEW World Championship         | 22:20 |
| (c) – Refere-se aos campeões antes da luta. | |                                                     |       |